# Plectrocnemia nagayamai
Plectrocnemia nagayamai är en nattsländeart som beskrevs av Schmid 1964. Plectrocnemia nagayamai ingår i släktet Plectrocnemia och familjen fångstnätnattsländor. Inga underarter finns listade i Catalogue of Life.